# Mataeopsephus vietnamensis
Mataeopsephus vietnamensis là một loài bọ cánh cứng trong họ Psephenidae. Loài này được Lee, Jäch & Satô miêu tả khoa học đầu tiên năm 2003.